# ته‌لنجی
ته‌لنجی نوعی واردات کالا به همراه ملوانان است که در جنوب ایران رواج دارد. بازارهای ته‌لنجی در ماهشهر، آبادان، اهواز، بندر عباس و گناوه و دیلم وجود دارند.
طبق قانون «کالای ته‌لنجی یا ملوانی، کالایی است که صاحبان لنج و خدمه مجاز به واردات آن هستند» و بر اساس آیین‌نامه اجرایی قانون مقررات صادرات و واردات هر ملوان سالانه می‌تواند ۶ بار کالا به میزان ۱۵۰۰ دلار با خود وارد کند. این امر منجر به اشتغال ۱۵۰۰ نفر در مرز چذابه و ۲۰۰۰ نفر در مرز شلمچه شده است. رئیس‌جمهور ایران در سال ۱۳۸۴ در جمع مردم بندر گناوه گفت: «ما این‌جا اعلام می‌کنیم ته‌لنجی هیچ محدودیتی ندارد و نباید به ۴ بار محدود شود و اگر توانستند سالی ۱۲ بار هم بروند، دولت هیچگاه نباید مانع فعالیت‌های سالم مردم باشد آن هم مردمی زحمتکش که روزها و هفته‌ها در دریا جان خودشان را به خطر می‌اندازند تا نان زن و بچه‌هایشان را تهیه کنند. دولت باید مانع را از پیش پای آنها بردارد.» اما هفده ماه پس از این وعده، دولت ته‌لنجی را به شدت محدود کرد و حتی به سوی حذف آن حرکت کرد و باعث لنگر انداختن صدها لنج تجاری در بندرهای بوشهر شد.
فروشگاه‌های ته‌لنجی در شهرهای بندری اقدام به فروش کالاهای وارداتی بسیار موجود هستند. به‌طور کلی کالایی که به بهانه ته‌لنجی وارد کشور می‌شود معادل ۷ تریلیون و ۸۶۴ میلیارد تومان است. * سود ناشی از ته لنجی به جیب تهرانی‌ها، اصفهانی‌ها و شیرازی‌ها می‌رود این مقام مسئول با طرح این سؤال که آیا واقعاً این سود هنگفت به ملوانان می‌رسد ابراز داشت: تمام این ثروت‌ها به جیب سرمایه‌داران بزرگ تهران، اصفهان و شیراز رفته و هیچ سودی برای ملوانان استان بوشهر و استان‌های همجوار ندارد.